# Вабаг
Вабаг (індонез. Wabag) — місто в Папуа Новій Гвінеї, столиця провінції Енга. Розташоване у центрі папуанської половини острова Нова Гвінея, регіон Гайлендс.

## Клімат
Місто знаходиться у зоні, котра характеризується вологим тропічним кліматом. Найтепліший місяць — січень із середньою температурою 16.7 °C (62 °F). Найхолодніший місяць — квітень, із середньою температурою 15.6 °С (60 °F).
| Клімат Вабага           | Клімат Вабага | Клімат Вабага | Клімат Вабага | Клімат Вабага | Клімат Вабага | Клімат Вабага | Клімат Вабага | Клімат Вабага | Клімат Вабага | Клімат Вабага | Клімат Вабага | Клімат Вабага | Клімат Вабага |
| Показник                | Січ.          | Лют.          | Бер.          | Квіт.         | Трав.         | Черв.         | Лип.          | Серп.         | Вер.          | Жовт.         | Лист.         | Груд.         | Рік           |
| Середній максимум, °C   | 22            | 22            | 22            | 22            | 22            | 22            | 21            | 21            | 22            | 22            | 22            | 22            | 21            |
| Середня температура, °C | 17            | 17            | 17            | 16            | 17            | 16            | 16            | 16            | 16            | 16            | 16            | 16            | 16            |
| Середній мінімум, °C    | 11            | 11            | 11            | 11            | 11            | 10            | 10            | 10            | 10            | 10            | 10            | 11            | 10            |
| Норма опадів, мм        | 288           | 296           | 353           | 291           | 185           | 139           | 124           | 192           | 265           | 266           | 262           | 307           | 2967          |
| ----------------------- | ------------- | ------------- | ------------- | ------------- | ------------- | ------------- | ------------- | ------------- | ------------- | ------------- | ------------- | ------------- | ------------- |
| Джерело: Weatherbase    |               |               |               |               |               |               |               |               |               |               |               |               |               |